# شانتيل براون يونج
تشانتيل ويتني براون-يونغ (بالإنجليزية: Chantelle Whitney Brown-Young)،ولدت في 27 يوليو 1994، والمعروفة مهنيًا باسم ويني هارلو، هي عارضة أزياء كندية ومتحدثة عامة عن مرض البهاق الجلدي. برز اسمها عام 2014 عندما شاركت في الدورة الحادية والعشرين من برنامج تلفزيون الواقع الأمريكي America's Next Top Model.
في عام 2018، أصبحت هارلو أول عارضة أزياء مصابة بالبهاق تشارك في عرض أزياء فيكتوريا سيكريت الشهير. كما ظهرت في الألبوم البصري Lemonade (2016) الذي أخرجته وأصدرته بيونسيه. وفي العام نفسه، اختيرت ضمن قائمة 100 امرأة التي تصدرها هيئة الإذاعة البريطانية. لاحقًا، شاركت كعضوة لجنة تحكيم في الموسم الثاني من برنامج Making the Cut الذي عرض على منصة أمازون برايم فيديو.

## سيرة
ولدت من أب جامايكي الأصل الذي كان يملك منزلا في أتلانتا في الولايات المتحدة، وأمها مصففة شعر. عندما كانت في المدرسة، كان زملاؤها في الدراسة يعتقدون أن مرضها معديا. عاشت مع أمها العزباء وكانت تسافر بالطائرة لرؤية والدها.
عانت منذ سن الرابعة من البهاق، حيث تصبغ جلدها، رغم ذلك تمكنت النموذج الكندية من فرض نفسها في هذا الوسط الصعب قبل أن تصبح  سفيرة علامة  Desigual.

## أفلامها

### التلفزيون
| العام | العنوان                     | ملاحظات                           |
| ----- | --------------------------- | --------------------------------- |
| 2014  | الوصول إلى هوليوود ()       | الحلقة: "26 يونيو / حزيران 2014"  |
| 2014  | أميركا التالي أعلى النموذجي | دورة 21 6هـ 14 -e (في الأصل 13هـ) |
| 2015  | أبرز!                       | الحلقة: "13 شباط / فبراير 2015"   |

### أشرطة الفيديو والموسيقى
| أغنية               | العام | الفنان         | مدير    | مرجع (s) |
| ------------------- | ----- | -------------- | ------- | -------- |
| "واحد"              | 2014  | JMSN           | JMSN    | [ 10 ]   |
| "الشجاعة على الخوف" | 2014  | Eminem ft. سيا | متلازمة | [ 11 ]   |

## روابط خارجية
- شانتيل براون يونج على موقع IMDb (الإنجليزية)
- شانتيل براون يونج على موقع قاعدة بيانات الفيلم (الإنجليزية)
- شانتيل براون يونج على موقع دليل عارضات الأزياء (الإنجليزية)

### وصلات خارجية
- (في) شانتيل براون الشباب علىقاعدة بيانات الأفلام على الإنترنت
- الموقع الرسمي
- (من) نموذج mit البهاق-Krankheit: يموت Hautsache على spiegel.de
- (في) Chantelle ويني: 'أنا فخور بشرتي' على theguardian.com
- ويني هارلو، Myla Dalbesio... 10 نماذج مختلفة أن وضع على huffingtonpost.fr
- ويني هارلو - الفرق هو قوته على parismatch.com
- 5 أشياء يجب أن تعرفها عن ويني هارلو قمة الجمال شاذة على be.com
- (في) ويني هارلو على نماذج